# Президентские выборы на Кипре (1968)
Президентские выборы на Кипре прошли 25 февраля 1968 года.  Президент Макариос III значительно обошёл своего оппонента и был переизбран на второй срок, получив поддержку 96% избирателей. Явка составила 93,5%.

## Результаты
| Кандидат                          | Голоса  | %    |
| --------------------------------- | ------- | ---- |
| Макариос III                      | 220 911 | 96,3 |
| Такес Эвдокас                     | 8 577   | 3,7  |
| Недействительные/пустые бюллетени | 1 950   | –    |
| Всего                             | 231 438 | 100  |
| Источник: Nohlen & Stöver         |         |      |